# Kuzie (gromada)
Kuzie – dawna gromada, czyli najmniejsza jednostka podziału terytorialnego Polskiej Rzeczypospolitej Ludowej w latach 1954–1972.
Gromady, z gromadzkimi radami narodowymi (GRN) jako organami władzy najniższego stopnia na wsi, funkcjonowały od reformy reorganizującej administrację wiejską przeprowadzonej jesienią 1954 do momentu ich zniesienia z dniem 1 stycznia 1973, tym samym wypierając organizację gminną w latach 1954–1972.
Gromadę Kuzie z siedzibą GRN w Kuziach utworzono – jako jedną z 8759 gromad – w powiecie kolneńskim w woj. białostockim, na mocy uchwały nr 17/V WRN w Białymstoku z dnia 4 października 1954. W skład jednostki weszły obszary dotychczasowych gromad Gawrychy, Wyk, Popiołki i Kuzie ze zniesionej gminy Gawrychy w tymże powiecie. Dla gromady ustalono 11 członków gromadzkiej rady narodowej.
1 stycznia 1966 do gromady Kuzie przyłączono wsie Brzozowa i Czarnia oraz kolonię Grądy ze zniesionej gromady Baba.
Gromadę Kuzie zniesiono 1 stycznia 1972, a jej obszar włączono do gromad Lipniki (wsie Brzozowa i Czarnia) i Zbójna (wsie Gawrychy, Kuzie, Popiołki i Wyk).